# Nessie (Motorrad)
Die Nessies waren Langstrecken-Rennmotorräder des englischen Rennstalls Mead & Tomkinson aus Hereford. Der Name der Motorräder entstand, aufgrund ihres ungewöhnlichen Aussehens, nach dem Ungeheuer von Loch Ness. 

## Technik
Die Nessie Mk1 wurde 1974 entwickelt, als Antrieb diente der Motor einer modifizierten Laverda 1000 3C. Die Vorderradführung war – für ein Rennmotorrad ungewöhnlich – eine Radnabenlenkung nach dem System Difazio. Bis 1976 wurde dieses Rennmotorrad bei Langstreckenrennen eingesetzt.
1977 entwickelten Mead & Tomkinson die Nessie Mk2. Hier diente ein Kawasaki-Motor als Antrieb; der Kraftstofftank befand sich unter dem Motorradrahmen. Ungewöhnlich waren an dieser Maschine die Difazio-Radnabenlenkung und die Abfederung des Hinterrads mit Hilfe einer unorthodoxen Schwingenkonstruktion.
1983 baute Pete Lawrence, bekannt auch aus der TV-Show Top Gear, mit Unterstützung von Tomkinson Nessie Mk3. Der Motor baute auf der Basis des Honda CB 900 F Boldor Motors auf, war aber für den Einsatz als Langstreckenrennmaschine stark modifiziert. Vorder- und Hinterradelemente waren direkt am Motor verschraubt und die Konstruktion verzichtete auf einen Hauptrahmen. Wie bereits bei Nessie Mk1 und Mk2, kam eine Difazio-Radnabelenkung zum Einsatz. Die Hilfsrahmenrohre wurden in Reynolds T45 Stahl gefertigt. Der großvolumige Aluminiumtank wurde unter dem Motorrad angebracht, um den Schwerpunkt tief zu halten. Die Auspuffanlage wurde über dem Motor geführt. Beide Designmerkmale kamen bereits bei Nessie Mk2 mit Kawasaki-Motor zum Einsatz. Das Hinterrad wurde in einer Cantileverschwinge geführt.  
Im Oktober 2007 wurde die Nessie Mk1 bei Bonhams für 12.650 Pfund Sterling versteigert.